# Аня Цревар
Аня Цревар (24 травня 2000) — сербська плавчиня.
Призерка юнацьких Олімпійських Ігор 2018 року, учасниця Олімпійських Ігор 2016 року.
Призерка Чемпіонату світу з плавання серед юніорів 2017 року.